# Трофименко, Виктория Сергеевна
Виктория Сергеевна Трофименко (до 2024 — Горбачёва; род. 2 апреля 1995 года, Санкт-Петербург) — российская волейболистка, либеро. Мастер спорта России.

## Биография
Виктория Горбачёва родилась 2 апреля 1995 года в Санкт-Петербурге. Начала заниматься волейболом в детской спортивной школе.
В 2010 начала свою карьеру в молодёжной команде «Ленинградка-2», в 2011 году была заиграна за «СДЮСШОР-Экран» (Санкт-Петербург).
Во взрослой команде она дебютировала в 2013 году в составе Санкт-Петербургской «Ленинградки». В этом клубе она провела четыре года, прежде чем подписала контракт в 2018 году с калининградским Локомотивом. В 2025 перешла в саратовский «Протон».
С 2018 года привлекалась в сборную России. Выходила на площадку в составе первой сборной на пятом этапе Кубка наций 2019 года.

## Достижения

### С клубами
- 3-кратная чемпионка России — 2021, 2022, 2025;
  - 4-кратный серебряный призёр чемпионатов России — 2019, 2020, 2023, 2024.
- двукратный серебряный (2021, 2022) и бронзовый (2019) призёр розыгрышей Кубка России.